# Naphthalintetracarbonsäuredianhydrid
Naphthalintetracarbonsäuredianhydrid ist eine organische Verbindung, die mit Naphthalin verwandt ist. Die Verbindung dient häufig als Präkursor (Vorläufer) für Naphthalindiimide, eine Verbindungsklasse mit vielfältiger Anwendung.

## Herstellung
Naphthalintetracarbonsäuredianhydrid wird durch Oxidation von Pyren hergestellt. Typische Oxidationsmittel sind Chromsäure und Chlor. Das ungesättigte Tetrachlorid hydrolisiert zum Enol, das zum bis-dion tautomerisiert, welches abschließend zur Tetracarbonsäure oxidiert und bei 80 °C unter Verlust zweier Moleküle Wasser zum Dianhydrid umgesetzt wird.

## Naphthalindiimide

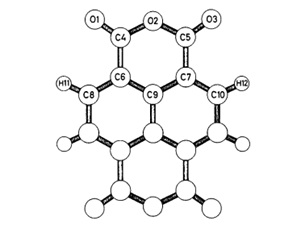
Struktur von Naphthalintetracarbonsäuredianhydrid. Abstände in Ångström: O1 – C4, 1.182; O2 – C4, 1.375; O2 – C5, 1.365; O3 – C5, 1.189; C4 – C6, 1.494; C5 – C7, 1.494.

Naphthalintetracarbonsäuredianhydrid kann mit zahlreichen Aminen zu Naphthalindiimiden (NDI) kondensiert werden. Es wurde auch eine Vielzahl von Liganden mit NDI-Backbone hergestellt. Symmetrische Naphthalindiimide werden direkt durch Kondensation mit primären Aminen synthetisiert. Für die Synthese von unsymmetrischen Derivaten (aus zwei unterschiedlichen Aminen abgeleitet) wird vor der Reaktion mit dem ersten Amin eine der beiden Anhydridgruppen hydrolysiert.
Naphthalindiimide (NDI) fluoreszieren oftmals, die Intensität ist jedoch von den Substituenten abhängig. NDIs sind auch redoxaktiv, sie bilden stabile Radikal-Anionen nahe −1,10 V (gegenüber Fc/Fc+). Die Fähigkeit als Elektronenakzeptor zu wirken wird durch das ausgedehnte konjugierte System und die elektronenziehenden Gruppen verursacht. NDIs werden in der supramolekularen Chemie aufgrund ihrer Neigung zur Bildung von Charge-Transfer-Komplexen verwendet, bsp. mit Kronenethern zu Rotaxanen und Catenanen. Durch ihre planare Struktur und die Fähigkeit als Elektronenakzeptoren zu wirken, interkalieren sie in DNA. Naphthalintetracarbonsäuredianhydrid wird in der Literatur umfangreich als p-type core in n-channel organischen Halbleiter diskutiert.
Sowohl Naphthalintetracarbonsäuredianhydrid als auch Naphthalindiimide sind verwandt mit den Rylen-Farbstoffen und Dianhydride und Diimide dieser Verbindungen sind ebenso bekannt.